# Buckhead Ridge
Buckhead Ridge è un census-designated place (CDP) degli Stati Uniti d'America, nella contea di Glades.